# Grande-Bretagne aux Jeux olympiques de 1896
La Grande-Bretagne a participé aux premiers Jeux olympiques à Athènes.
La délégation britannique et irlandaise composée de 10 concurrents remporte sept médailles (2 en or, 3 en argent et 2 en bronze), se situant à la cinquième place des nations au tableau des médailles.

## Liste des médaillés britanniques et irlandais

### Médailles d'or
| Sport              | Discipline              | Sportifs          | Performance |
| Médailles d'or : 2 |                         |                   |             |
| Tennis             | Simple messieurs        | John Pius Boland  |             |
| Haltérophilie      | Poids lourd - à un bras | Launceston Elliot | 71 kg       |

### Médailles d'argent
| Sport                  | Discipline                | Sportifs          | Performance |
| Médailles d'argent : 3 |                           |                   |             |
| Athlétisme             | 110 m haies               | Grantley Goulding | 17 s 6      |
| Cyclisme               | 12 heures                 | Frank Keeping     |             |
| Haltérophilie          | poids lourd - à deux bras | Launceston Elliot | 111,5 kg    |

### Médailles de bronze
| Sport                   | Discipline       | Sportifs       | Performance |
| Médailles de bronze : 2 |                  |                |             |
| Athlétisme              | 400 m            | Charles Gmelin | 55 s 6      |
| Cyclisme                | course sur route | Edward Battel  |             |

## Engagés britanniques par sport

### Athlétisme
| Épreuve          | Place | Athlète                 | Série   | Finale  |
| ---------------- | ----- | ----------------------- | ------- | ------- |
| 100 mètres       | –     | Launceston Elliot       | éliminé | -       |
| 100 mètres       | –     | Charles Gmelin          | éliminé | -       |
| 100 mètres       | –     | George Marshall         | éliminé | -       |
| 400 mètres       | 3e    | Charles Gmelin          | -       | éliminé |
| 800 mètres       | –     | George Marshall         | éliminé | -       |
| 110 mètres haies | 2e    | Grantley Goulding       | 18 s 4  | 17 s 6  |
| Lancer du disque | 4e    | George Stuart Robertson | -       | 25 m 20 |

### Cyclisme
| Épreuve         | Place | Cycliste      | Temps         |
| --------------- | ----- | ------------- | ------------- |
| 333 mètres      | 4e    | Edward Battel | 26,2 secondes |
| 333 mètres      | 5e    | Frank Keeping | 27,0 secondes |
| 100 kilomètres  | –     | Edward Battel | abandon       |
| 12 heures       | 2e    | Frank Keeping | 314,664 km    |
| Course en ligne | 3e    | Edward Battel | -             |

### Gymnastique
| Épreuve     | Place | Gymnaste          |
| ----------- | ----- | ----------------- |
| Corde lisse | 5e    | Launceston Elliot |

### Haltérophilie
| Épreuve    | Place | Haltérophile      | Performance |
| ---------- | ----- | ----------------- | ----------- |
| Une main   | 1er   | Launceston Elliot | 71 kg       |
| Deux mains | 2e    | Launceston Elliot | 111,5 kg    |

### Lutte
| Épreuve             | Place | Lutteur           |
| ------------------- | ----- | ----------------- |
| Lutte gréco-romaine | 4e    | Launceston Elliot |

### Tennis

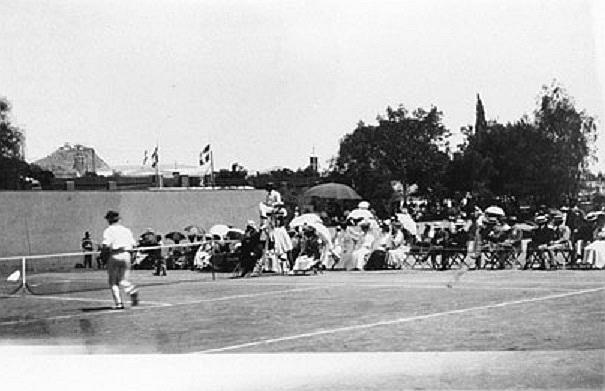
Rencontre entre John Boland et Dionýsios Kásdaglis.

| Épreuve | Place | Joueurs                           |
| ------- | ----- | --------------------------------- |
| Simple  | 1er   | John Pius Boland                  |
| Simple  | -     | George S. Robertson               |
| Double  | 1er   | John Pius Boland Friedrich Traun. |
| Double  | 3e    | George S. Robertson Teddy Flack   |

## Tir
| Épreuve            | Place | tireur        | Score       |   |
| ------------------ | ----- | ------------- | ----------- | - |
| Carabine militaire | 10e   | Sidney Merlin | 1156 points |   |
| Carabine militaire | –     | Machonet      | -           | - |
| Carabine libre     | –     | Sidney Merlin | -           | - |
| Pistolet militaire | –     | Sidney Merlin | -           | - |
| Pistolet rapide    | –     | Sidney Merlin | -           | - |